# Lexicon van de jeugdliteratuur
Lexicon van de jeugdliteratuur is een lexicon met ruim 1100 lemma's waarin schrijvers en illustratoren van jeugdliteratuur uit binnen- en buitenland behandeld worden. Van 1982 tot 2014 werd het uitgegeven in de vorm van 'losbladige uitgaven' zodat de redacteurs bestaande artikelen konden aanvullen en herzien. Deze losse bladen werden dan verzameld in verzamelbanden.
De lemma's tot 2014 zijn gedigitaliseerd en beschikbaar op de Digitale Bibliotheek voor de Nederlandse Letteren.
Het doel van het lexicon is om, door een encyclopedische opzet, een gids te zijn voor verdere bestudering. In het lexicon kan men dan ook biografische informatie van schrijvers of illustratoren vinden, alsook een samenvatting en thematische analyse van hun belangrijkste werken en de waardering van de pers. Daarnaast bevat het lexicon algemene informatie over jeugdliteratuur.